# Campanya per al desarmament nuclear
La Campanya per al desarmament nuclear (CND) designa a la vegada l'acció i la traducció del nom d'una organització antinuclear britànica (Campaign for Nuclear Disarmament, CND) que és favorable al desarmament nuclear unilateral del Regne Unit, així com al desarmament nuclear internacional i a un reglament internacional més sever pels acords.
Entre els seus fundadors es compta Bertrand Russell, Victor Gollancz, J. B. Priestley, Fenner Brockway, John Collins i Michael Foot.

## Acció
La « campanya per al desarmament nuclear de no-proliferació de les armes nuclears i el desarmament nuclear unilateral al Regne Unit des de 1957 », el logo del qual és ara un símbol internacional de la pau, ha esdevingut un grup de defensa antiguerra. El logo representa la superposició de les lletres D i N segons l'alfabet semàfor.